# Pokémon Rumble U
Pokémon Rumble U (ポケモンスクランブルU, Pokémon Scramble U) est un jeu vidéo de type action-RPG de la franchise Pokémon disponible sur l'eShop de la Wii U. Il est le successeur du jeu sorti en 2011 sur 3DS, Super Pokémon Rumble. Il dispose de tous les Pokémon issus des cinq premières générations. Jusqu'à 100 Pokémon et 4 joueurs sont en mesure de jouer en même temps.
C'est le premier jeu Wii U compatible avec la communication en champ proche du Wii U GamePad. Chaque figurine compatible avec cette technologie coute 200 yens, ou 3,99 £. Le jeu sort le 24 avril 2013 au Japon, le 15 aout 2013 en Europe, et le 29 aout 2013 en Amérique du Nord.